# Kim Sun-min
Đây là một tên người Triều Tiên, họ là Kim.
Kim Sun-min (sinh ngày 12 tháng 12 năm 1991) là một cầu thủ bóng đá Hàn Quốc thi đấu cho Daegu FC.

## Thống kê câu lạc bộ
| Thành tích câu lạc bộ | Thành tích câu lạc bộ | Thành tích câu lạc bộ | Giải vô địch | Giải vô địch | Cúp                   | Cúp                   | Tổng cộng | Tổng cộng |
| Mùa giải              | Câu lạc bộ            | Giải vô địch          | Số trận      | Bàn thắng    | Số trận               | Bàn thắng             | Số trận   | Bàn thắng |
| Nhật Bản              | Nhật Bản              | Nhật Bản              | Giải vô địch | Giải vô địch | Cúp Hoàng đế Nhật Bản | Cúp Hoàng đế Nhật Bản | Tổng cộng | Tổng cộng |
| --------------------- | --------------------- | --------------------- | ------------ | ------------ | --------------------- | --------------------- | --------- | --------- |
| 2011                  | Gainare Tottori       | J2 League             | 17           | 1            | 2                     | 1                     | 19        | 2         |
| 2012                  | Gainare Tottori       | J2 League             |              |              |                       |                       |           |           |
| Quốc gia              | Nhật Bản              | Nhật Bản              | 17           | 1            | 2                     | 1                     | 19        | 2         |
| Tổng                  | Tổng                  | Tổng                  | 17           | 1            | 2                     | 1                     | 19        | 2         |